# Le Temple-de-Bretagne
Le Temple-de-Bretagne é uma comuna francesa na região administrativa da Pays de la Loire, no departamento de Loire-Atlantique. Estende-se por uma área de 1,6 km². Em 2010 a comuna tinha 2 023 habitantes (densidade: 1 264,4 hab./km²).